# Підводні човни проєкту 941 «Акула»
| Підводні човни проєкту 941 «Акула» | Підводні човни проєкту 941 «Акула»                              | Підводні човни проєкту 941 «Акула»                              |
| ---------------------------------- | --------------------------------------------------------------- | --------------------------------------------------------------- |
|                                    |                                                                 |                                                                 |
|                                    |                                                                 |                                                                 |
| Підводний човен типу «Акула»       |                                                                 |                                                                 |
| Під прапором                       | СРСР Росія                                                      | СРСР Росія                                                      |
| Спуск на воду                      | 1981—1989 рр (6 човнів)                                         | 1981—1989 рр (6 човнів)                                         |
| Сучасний статус                    | 3 утилізовані 3 виведені зі складу флоту                        | 3 утилізовані 3 виведені зі складу флоту                        |
| Проєкт                             |                                                                 |                                                                 |
| Тип ПЧ                             | ПЧАРБ                                                           | ПЧАРБ                                                           |
| Розробник проєкту                  | ЦКБ МТ «Рубін»                                                  | ЦКБ МТ «Рубін»                                                  |
| Головний конструктор               | С. М. Ковалів                                                   | С. М. Ковалів                                                   |
| Класифікація НАТО                  | Typhoon                                                         | Typhoon                                                         |
| Основні характеристики             |                                                                 |                                                                 |
| Швидкість (надводна)               | 12 вузлів (23 км/год)                                           | 12 вузлів (23 км/год)                                           |
| Швидкість (підводна)               | 25 вузлів (48 км/год)                                           | 25 вузлів (48 км/год)                                           |
| Робоча глибина занурення           | 320—400 м                                                       | 320—400 м                                                       |
| Гранична глибина занурення         | 400—500 м                                                       | 400—500 м                                                       |
| Автономність плавання              | 120—180 діб                                                     | 120—180 діб                                                     |
| Екіпаж                             | 150—175 осіб (50-55 офіцерів)                                   | 150—175 осіб (50-55 офіцерів)                                   |
| Розміри                            |                                                                 |                                                                 |
| Довжина найбільша (по КВЛ)         | 172 м                                                           | 172 м                                                           |
| Ширина корпусу найб.               | 23,3 м                                                          | 23,3 м                                                          |
| Висота                             | 23-27 м                                                         | 23-27 м                                                         |
| Середня осадка (по КВЛ)            | 8-14 м                                                          | 8-14 м                                                          |
| Водотоннажність надводна           | 23200 (28500) т                                                 | 23200 (28500) т                                                 |
| Озброєння                          |                                                                 |                                                                 |
| Торпедно- мінне озброєння          | 4 носових ТА калібру 650 мм і 2 носових ТА калібру 533 мм.      | 4 носових ТА калібру 650 мм і 2 носових ТА калібру 533 мм.      |
| Ракетне озброєння                  | 20 шахтних ПУ РБ. Ракетний комплекс Д-19, ракети Р-39 «Варіант» | 20 шахтних ПУ РБ. Ракетний комплекс Д-19, ракети Р-39 «Варіант» |

Підводні човни проєкту 941 «Акула» (за натівською класифікацією: «Typhoon») — радянські підводні човни атомні з ракетами балістичними, серія важких атомних ракетних підводних крейсерів стратегічного призначення, мобільних пускових комплексів підводного базування для запуску міжконтинентальних балістичних ракет з ядерною головною частиною.
Станом на 2024 рік три човни утилізовано, ще три - ТК-17, ТК-20 і ТК-208 — виведені зі складу флоту і знаходяться в Сєверодвінську. Останній човен проєкту 941, ТК-208 «Дмитрий Донской» вивели з бойового складу ВМФ РФ та відправили на утилізацію в лютому 2023 року.

## Історія
Новий тип ПЧАРБ проєкту 941 «Акула» — пряма відповідь СРСР на будівництво у США ПЧАРБ «Огайо». Перші човни обох проєктів закладено в 1976 р., тактико-технічне завдання поставлено урядом на проєкт 941 «Акула» у грудні 1972 р. розробнику ЦКБ МТ «Рубін» (головний його конструктор — С. М. Ковальов).
Розміри човна зумовлено, і габаритами нових твердопаливних трьохступеневих міжконтинентальних балістичних ракет Р-39 (РСМ-52), якими планувалося озброїти ПЧ, — і можливістю човна проламувати лід Північного Льодовитого океану. Ця радянська ракета за ТТХ була кращою за американську «Трайдент-1», встановленою на ПЧ «Огайо», але виявилася вдвічі довшою і втричі важчою, чому й було прийнято рішення будувати стратегічний ракетоносій нового покоління. Позначалися вони як «тяжкі крейсери» — ТК. Головний човен цього проєкту ТК-208, був спущений на воду на місяць раніше американського, 4 липня 1981 року і був переданий флоту 12 грудня 1989 року. Усього з 1981 по 1989 рік було побудовано і передано флоту 6 човнів типу «Акула». Будівництво цього «9-поверхового» човна забезпечувало більше тисячі підприємств Союзу. Брежнєв спеціально назвав «Акулу» «Тайфуном» аби ввести в оману супротивників по холодній війні.

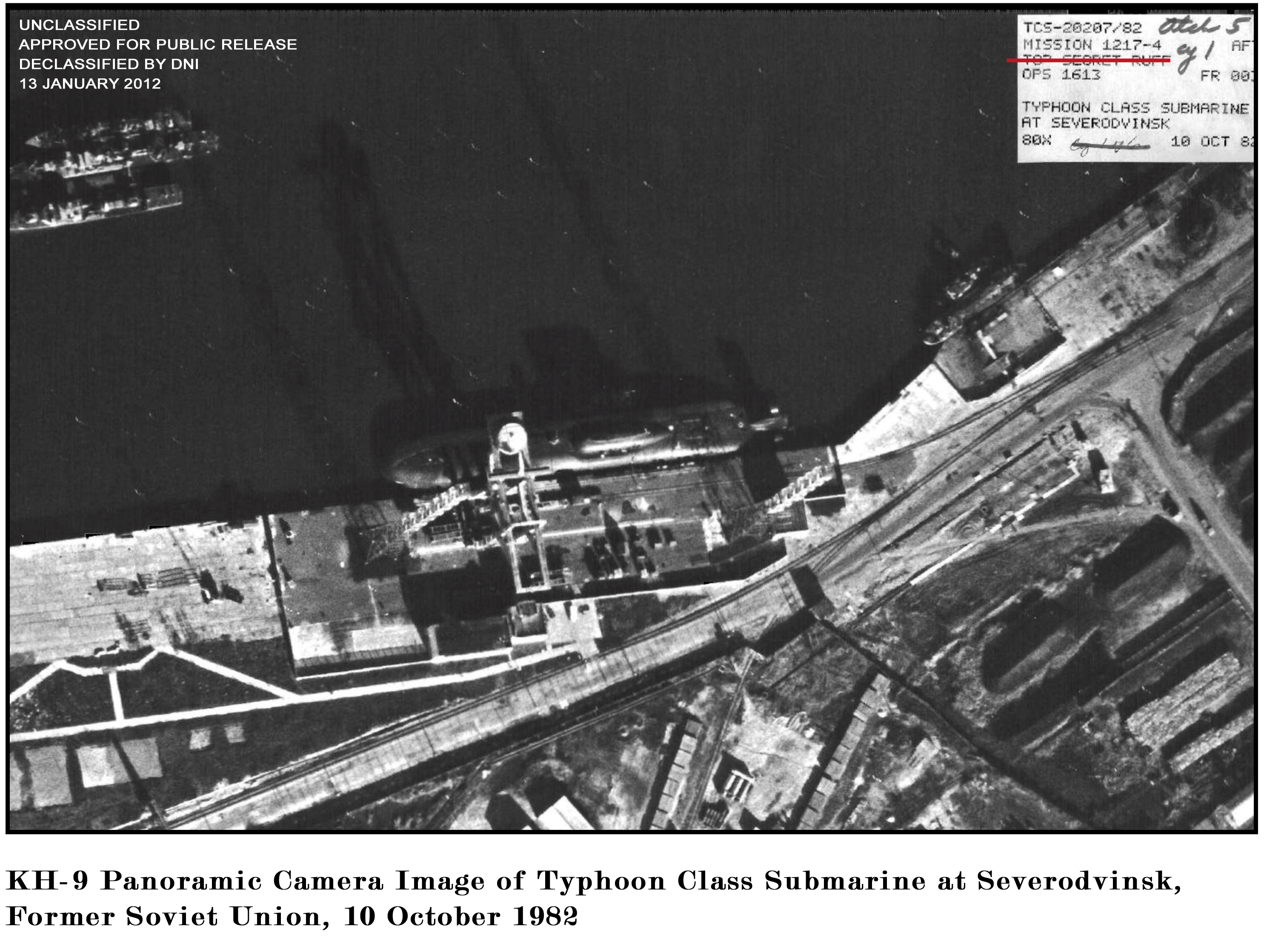
«Акула» у Сєвєродвінську, фото зі супутника 10 жовтня 1982 року

Спеціально для забезпечення перезаряджання ракет і торпед в 1986 році був побудований дизель-електричний транспорт «Олександр Брикін», проєкту 11570, котрий міг перевозити до 16 балістичних ракет для ПЧА. Для побудови «Акули» на «Сєвмаші» було зведено новий — найбільший у світі — критий елінг (стапель), цех № 55.

## Конструкція
Цей ПЧ є найбільшим у світі. За конструкцією є багатокорпусним підводним човном, внутрішня частина котрого є за формою катамараном, складеного з 5 міцних корпусів, принаймні три з них є діаметром близько 10 м. Зовнішній легкий корпус з протиакустичним покриттям. Два найбільших (головних) розташовані паралельно один до одного і розташовані симетрично відносно діаметральної площини човна. Наявний великий запас плавучості, понад 40 %.
Перед рубкою корабля, в головних корпусах, розташовані у два ряди 20 шахт для балістичних ракет. У носовій частині, перпендикулярно двом головним, розташований торпедний корпус, у якому розташовані торпедні апарати, пристрої швидкого заряджання і запас торпед.
Для комфортності особового складу офіцери розміщені в двох- і чотирьохмісних каютах з умивальниками, телевізорами і кондиціонерами. Матроси — в маломісних кубриках. Є спортзал, басейн, солярій, сауна, «живий куток» тощо. На флоті цей ПЧ мав неформальну назву «Хілтон».

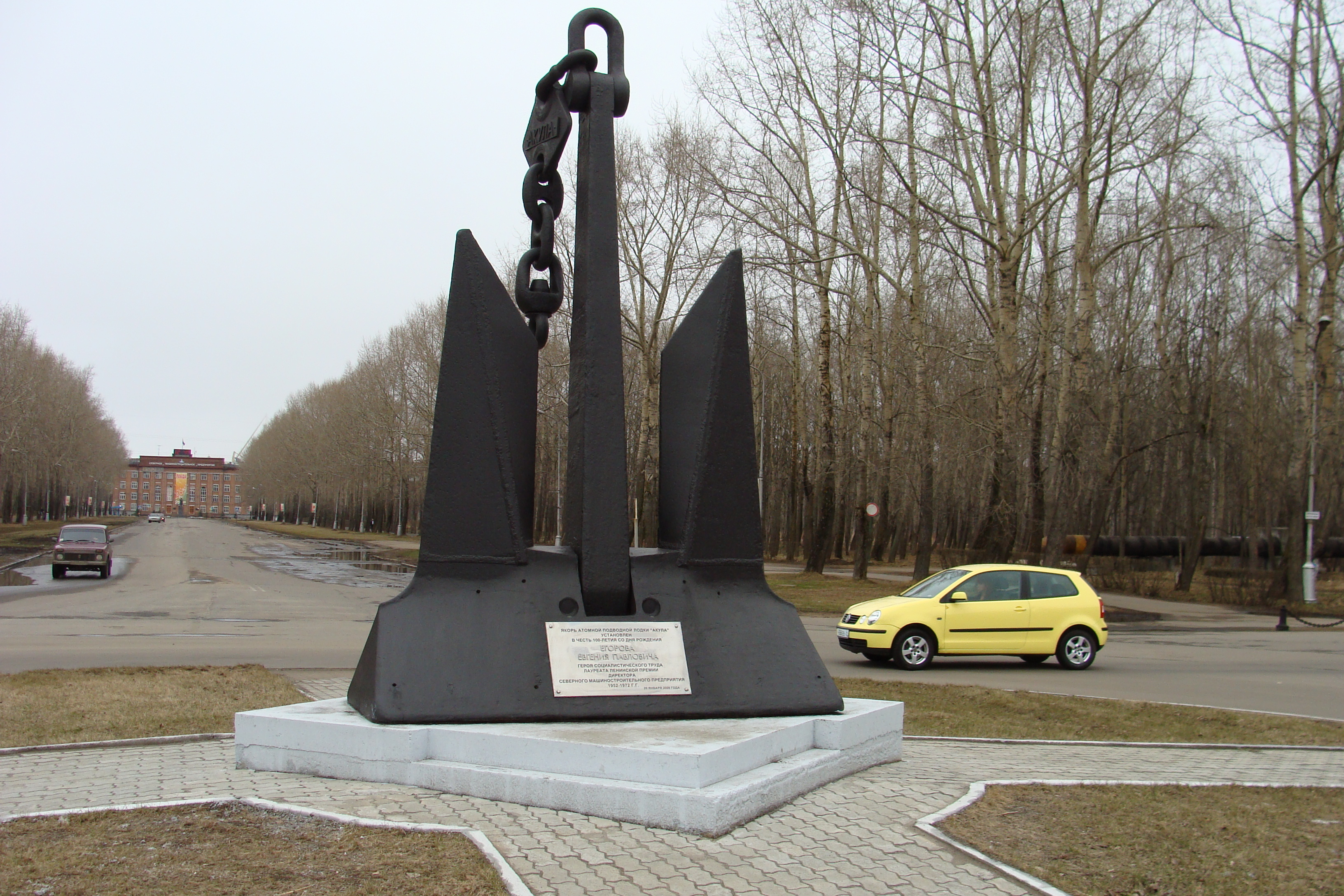
Якір «Акули» у Сєвєродвінську

В підводному стані більш половини водозаміщення припадає на баластну воду, за що їх на флоті називали ще і «водовозами», а в конкуруючому КБ «Малахіт — «перемогою техніки над здоровим глуздом». Причиною такого рішення була вимога забезпечити найменшу осадку човна до 8 м для можливості використання наявних пірсів і ремонтних баз. Ще 15 000 т води ПЧ «возить» з собою для забезпечення НУС (нормальних умов старту) при запуску ракет вагою 90 тонн.
Також великий запас плавучості і дозволяє човну проламувати лід товщиною до 2,5 м, що і дало йому вперше можливість нести бойову службу у високих широтах аж до північного полюсу. Для проламування льоду човен акуратно спливає до поверхні, впирається рубкою і носом у лід, потім проводиться максимальна продувка баластних цистерн. Що більше баластних вод, тим товстіший лід можна проламувати. Човен не був розрахований для плавання у теплих водах, при температурі води вище +10 градусів могли виникнути технічні проблеми.
Усі 6 побудованих ПЧ базувались на Північному флоті в Західній Ліці (губа Нєрпічья) за 45 км від кордону з Норвегією.

## Корпус

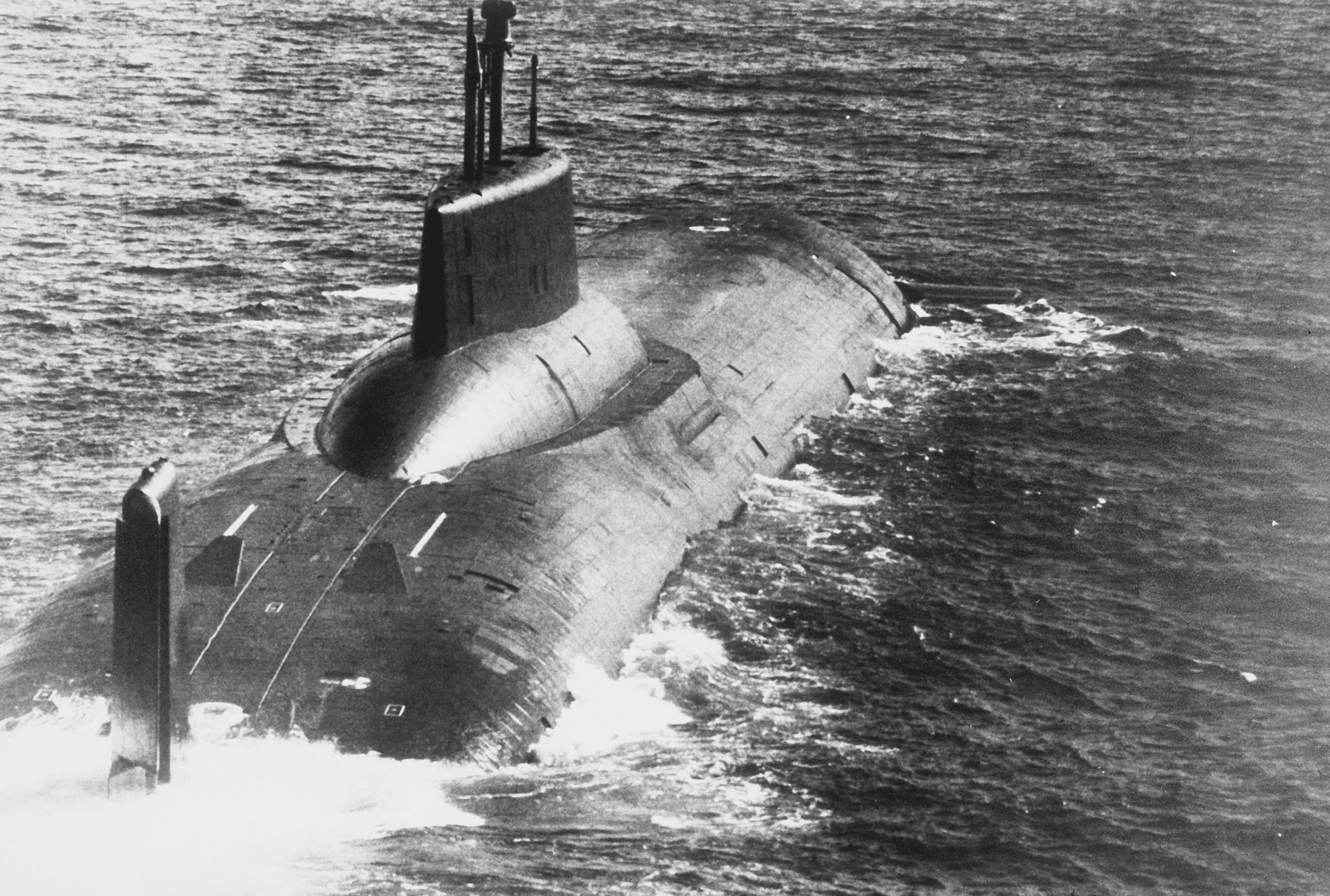
«Акула», вигляд з правої раковини

Ці човни будувалися спеціально для дії в Північному Льодовитому океані. Вони мають посилене огородження рубки, носові рулі висувні, горизонтальні рулі є за гвинтами, що зокрема і дозволяє тим ПЧ спливати в місцях з «тонким» льодом, при товщині льоду до 2,5 м. Зимою товщина льоду в Північному Льодовитому океані сягає зазвичай 1,2-2 метри.
Міцні корпуси виготовлені з титанових сплавів, а легкий зі сталі й покритий гумою для протилокаційного захисту. Загальна вага гуми зокрема становить 800 тонн.

## Енергетичне обладнання
Двохвальна ядерна (два водо-водяних реакторів на теплових нейтронах ОК-650 з тепловою потужністю 190 МВт, дві паротурбіни потужністю 50 000 к.с.), чотири турбогенератори потужністю 3200 кВт, два дизель-генератори потужністю 800 кВт.
Встановлено два низькооборотних малошумних семилопасних гребних гвинта, фіксованого кроку. Для зменшення рівня шуму гвинти встановлені в кільцевих обтікачах.
Для маневрування в обмеженому просторі є підрулюючі пристрої, дві відкидні колонки в носовій і кормовій частині з електродвигунами. по 750 кВт, і поворотними гребними гвинтами.

## Радіоелектронне і гідроакустичне обладнання
РЛС ОНЦ, пасивна низькочастотна ГАС, буксирована ГАС «Піраміда», гідролокатор, ГАС наведення торпед, комплекси радіо електронного пошуку і розвідки, оптоелектронний комплекс, радіо-супутникова й інерційна навігаційні системи, системи супутникової і ДХ/СДХ зв'язку (дві буксируємі антени), гідроакустична станція міношукач МГ-519 «Арфа», ехольодомір МГ-518 «Север»;

## Озброєння
Призначений для нанесення ракетних ударів по великих військово-промислових об'єктах ворога.
Основне: 20 шахтних ПУ РБ. Ракетний комплекс Д-19, ракети Р-39 «Варіант», трьохступеневі, твердопаливні балістичні. Маса ракети 90 тонн, довжина 17,1 м. Дальність 8300 км. Бойова частина — 10 роздільних боєголовок з індивідуальним наведенням по 100 кілотонн. Запуск може проводитися з надводного і з підводного положення, з глибин до 55 м. Можливий старт «залпом», тобто з малим інтервалом між стартом окремих ракет. Старт відбувається з сухої шахти з допомогою порохового акумулятора тиску, що допомагає зменшити інтервал між запусками і рівень передстартового шуму.
Додаткове: 4 носових ТА калібру 650 мм і 2 носових ТА калібру 533-мм (22 торпеди СЕТ-65 і ТЕСТ-71М, а також виставлення мінного загородження). Для ближнього бою (до 20 км) використовуються самонаведені електричні і телекеровані електричні торпеди (з самонаведенням). Для бою до 120 км є ракетно-пусковий комплекс «Водопад», «В'юга» або «Шквал» здатний нести ядерний заряд потужністю 100 кілотонн, або торпеду. Протиповітряна оборона забезпечується вісьмома комплексами ПЗРК «Ігла-1М»

## Інциденти
3-4 грудня 1997 року в Баренцовому морі при утилізації ракет методом відстрілу з борту АПЧ «Акула», в присутності спостерігачів від США, на відстані 4 км від неї був виявлений американський багатоцільовий АПЧ типу «Лос-Анжелес». Після здійснення російською стороною попереджувальних підривів двох глибинних бомб човен ВМС США покинув район стрільб.

## Сучасний статус і перспективи
В боєготовому стані вже немає жодного човна цього типу. Один використовується як випробувальний, один перебуває на модернізації і ще один знаходиться в резерві. Три вже порізані на брухт. Ракет до таких човнів вже немає, а нова ракета ще не доведена до серійного виробництва, знаходиться на етапі випробувань.

## Оцінка проєкту
Datei: Typhoon class submarine.jpg
Через наявність в СРСР ракетоносіїв типу «Акула» США згодилися на підписання запропонованого їм договору ОСО-2, але усе зробили аби ті човни вивести з бойового складу флоту СРСР і РФ. Мабуть тому, що під льодами півночі на такі човни в США жодної протидії не було.

## Представники
- ТК-208 «Дмитрій Донськой»: Заводський номер − 711. Закладений 17 червня 1976 року. Спущений на воду 23 вересня 1980. Переданий флоту 12 грудня 1981. 26 липня 2002 (після 12-річної модернізації) модернізований по проєкту 941УМ. Використовується для випробувань нової БРПЧ «Булава».

- ТК-202: Заводський номер − 712. Закладений 1 жовтня 1980. Спущений на воду 26 квітня 1982. Переданий флоту 28 грудня 1983. В 2005 року порізаний на брухт при фінансовій підтримці США.

- ТК-12 «Симбірськ»: Заводський номер − 713. Закладений 19 квітня 1980. Спущений на воду 17 грудня 1983. Переданий флоту 26 грудня 1984 (15 січня 1985 — до складу ПФ). У 1998 році виключений зі складу ВМФ РФ. 26 липня 2005 року доставлений в Сєвєродвінськ для утилізації в рамках російсько-американської програми «Совместного уменьшения угрозы». Утилізований.

- ТК-13: Заводський номер — 724. Закладений 23 лютого 1982 (05.01.1984). Спущений на воду 30 квітня 1985. Переданий флоту 26 грудня 1985 (30.12.1985). 15.06.2007 з американською стороною підписаний контракт на утилізацію. 3 липня 2008 року в док-камері на «Звёздочке» була почата утилізація.

- ТК-17 «Архангельськ»: Заводський номер − 725. Закладений 24 лютого 1985. Спущений на воду 12 грудня 1986. Переданий флоту 15 грудня 1987. Через відсутність боєкомплекту в 2006 році виведений в резерв, екіпаж скорочений, можливо буде модернізований по проєкту 941У.

- ТК-20 «Сєвєрсталь»: Заводський номер − 727. Закладений 27 серпня 1985. Спущений на воду 11 квітня 1989. Переданий флоту 19 грудня 1989. Через відсутність боєкомплекту в 2004 році виведений в резерв. Можливо, буде модернізований по проєкту 941УМ.

- ТК-210: Заводський номер − 728. Не закладався. Готувались корпусні конструкції. Розібрані в 1990 році.

## Фото і відео
- Відео, sonicbomb.com
- «Проєкт 941 — Крейсер Акула (фото + відео)», shutki-mozga.nnm.ru — читачами на другій сторінці обговорення додана схема і фотографія рулів й гребних винтів[недоступне посилання з 05.01.2018]
- Тяжкий ракетний підводний крейсер стратегічного призначения проєкту 941 «Акула». Фотографії, milrus.com(рос.)
- Проєкт 941. Фотографії, http://русская-сила.рф/(рос.)
- 69°26′02″ пн. ш. 32°21′16″ сх. д. / 69.43389° пн. ш. 32.35444° сх. д. — зображення човна з космосу на GoogleEarth.
- «Модель підводного човна проєкту 941»(рос.)
- «Декілька фоток Акули на ім'я Сєвєрсталь» [недоступне посилання з 05.01.2018]